# Prokineticum
Een prokineticum ( van het Grieks pro (voor) en kineo (bewegen) ) is een geneesmiddel dat de peristaltiek van het maag-darmkanaal verhoogt. Het kan zowel de voorwaartse peristaltiek bevorderen als de achterwaartse peristaltiek afremmen.
Zo kunnen, door de remming van de achterwaartse peristaltiek, deze middelen worden ingezet als middel tegen misselijkheid en braken. In deze functie worden zij ook anti-emetica  genoemd. Anderzijds kunnen zij tegen darmtraagheid (paralytische ileus) worden aangewend, een typische complicatie na buikoperaties. Sommige geneesmiddelen (zoals sterke pijnstillers en bepaalde psychofarmaca) geven dit beeld als bijwerking en ook daar zijn deze middelen nuttig.
Bekende voorbeelden zijn domperidon en metoclopramide.